# General: roman o Rudolfu Maistru
General: roman o Rudolfu Maistru je biografski roman o Rudolfu Maistru, ki ga je napisal učitelj, pisatelj, kipar in slikar Jože Hudales. Roman vsebuje 52 podnaslovljenih poglavij.

## Vsebina
Na kraški fronti si nasproti stojijo Italijani in avstroogrska vojska, v kateri so služili tudi slovenski vojaki. Želeli so si konca morije; čutili so, da se borijo za tuje, ne za svoje interese. Rudolf Maister se je vrnil domov. Po mirovni pogodbi so se Nemčija, Avstro-ogrska, Bolgarija in Turčija na eni strani in Rusija na drugi strani sporazumele, da končajo vojno. 
Med R. Maistrom in drugimi domoljubi ter intelektualci so potekali pogovori o politični in narodnostni prihodnosti Slovencev po 1. svetovni vojni. V Ljubljani in Zagrebu je bila razglašena svobodna država Slovencev, Hrvatov in Srbov. Nemška nacionalna društva in mariborski občinski odbor so odklonili vsakršno sodelovanje z novo državo. Ustanovljene so bile skupine narodne vojske zaradi obrambe pred neredi in ostanki še oboroženih avstrijskih vojakov. Rudolf Maister je tehtal, ali bi bila najboljša izbira vojaški poseg, ki bi na terenu zakoličil nove meje. Polkovnik Holik in Nemcem naklonjeni mestni svet se pripravljata na prevzem vojaške oblasti v Mariboru, ker sta štajerske kraje želela priključiti novi avstrijski državi. Čeprav Rudolfa Maistra Narodni svet v Ljubljani ni podprl, je ta s somišljeniki ukazal mobilizacijo, zbral prostovoljce in domoljube ter prevzel vojaško oblast v Mariboru. Povišan je bil v generala; prvikrat se je poveljevanje razlegalo v slovenščini.
Slovenci ustanavljajo narodne straže za obrambo jezikovne meje in premoženja. Maister se je odločil, da dokončno iztrga Maribor nemški oblasti. Na skupnem srečanju se ni uklonil Holiku in je sam prevzel oblast nad Spodnjo Štajersko. Predsednik narodnega sveta za Štajersko Karel Verstovšek je bolj pod prisilo potrdil pooblastilo, da je Maister vojaški poveljnik na ozemlju Maribora in s Slovenci naseljenega območja Štajerske, ki je del nove jugoslovanske države. 
Rudolf Maister je sam predlagal, da ga narodni svet imenuje za slovenskega in jugoslovanskega generala. Maister je odpotoval v Ljubljano po pooblastilo za širše akcije za osvoboditev nacionalnega ozemlja. V Ljubljani so bili prepričani, da Koroške (še) ne bi smeli zavzeti, ker so menili, da je treba počakati na razsodbo antante in zaveznikov. Maister je bil razočaran, ker v Ljubljani niso sprevideli, kako je na terenu, namreč, da se avstrijski Nemci pripravljajo na napad do Save. 18. novembra je štajersko obmejno poveljstvo z generalom Maistrom na čelu razglasilo mobilizacijo za okraje Maribor, Radgona, Ljutomer in Ptuj – za obrambo severne meje. Slovenski vojaki so prehiteli nemškutarje, ki so hoteli izvesti udar, in jih razorožili.
Rudolf Maister je izvedel, da je Pliberk osvobojen. Polkovnika Alberta Kodolischa, ki je prišel iz Gradca, da bi razorožil maistrovce, so pregnali iz jugoslovanskega ozemlja. Maister je svojo vojsko in srbske vojake poslal, da zasedejo Špiljo, strateško pomembno železniško križišče. Po določilih pogodbe o premirju so le antantni vojaki imeli pravico zasesti strateške točke na ozemlju Avstro-ogrske monarhije. 
26. novembra 1918 je Rudolf Passy prišel k Maistru s pooblastilom, da z vojno konvencijo določijo demarkacijsko črto med Nemško Avstrijo in Jugoslavijo. V konvenciji je pisalo, da so Slovenci na Štajerskem in Koroškem, vključno z Velikovcem, Celovcem in Beljakom, namenjeni Jugoslaviji. Maister je konvencijo podpisal; s tem naj bi bilo vprašanje severne meje rešeno do mirovne konference.
Rudolf Maister je izvedel, da je bil njegov dogovor s podpolkovnikom R. Passyjem razveljavljen, tako od vlade na Dunaju kot po sporazumu z narodno vlado v Ljubljani. Zavladalo je prepričanje, da bo Koroška ostala nemška tudi po zaslugi neodločne slovenske vlade. Spomladi 1919 je bilo veliko sprememb: Jugoslavija je postala kraljevina Karađorđevićev, iz Maribora pa so se izseljevale nemške uradniške družine. 
Aprila 1919 so iz Pariza sporočili, da bodo pogajanja potekala le o zasedenem ozemlju. Slovenska oblast je skušala zasesti Koroško, vendar zaradi vojaške premoči to ni bilo več mogoče. Borci so prejeli vest, da morajo zapustiti Koroško. Major Alfred Lavrič, ki mu je bila poleg Maistra zaupana Koroška, je storil samomor, ker so ga v Ljubljani razglasili za izdajalca. Na pariški mirovni konferenci naj bi bilo odločeno, ali bo Koroška pripadla novi južnoslovanski državi.
Po končanih vojaških operacijah je Maister v Velikovcu ustanovil narodni svet, ki je obsegal vse plebiscitarno ozemlje. Maister je nepričakovano dobil obvestilo, da mora v Beograd na pogovor z ministrskim predsednikom Nikolom Pašićem zaradi severne meje. Medtem so v Parizu določili, da se na Koroškem izvede plebiscit. Jugoslovanska vlada se je uklonila pritiskom zaveznikov in svetovne javnosti. Maister je šele po vrnitvi iz Beograda izvedel za plebiscitarni izid - Koroška je bila izgubljena.